# Guernica
Guernica (oficiálně španělsky Guernica y Luno, baskicky Gernika-Lumo) je obec v provincii Bizkaia v autonomním společenství Baskicko. Je součástí comarky Busturialdea a regionu Urdaibai. Žije zde přibližně 17 tisíc obyvatel.
V centru městečka, založeného v roce 1366 na křižovatce cest, stojí Casa de Juntas a před ní tzv. Guernický strom – dub, jenž symbolizuje tradiční práva obyvatel kraje Vizcaya, potažmo Basků. Obojí zobrazuje i znak městečka.

## Bombardování Guerniky (1937)
Guernica je známa především jako oběť bombardování Legií Kondor nacistické Luftwaffe během španělské občanské války dne 26. dubna 1937. Nacisté, podporující generála Franka proti II. španělské republice, zde předvedli bombardování civilního obyvatelstva v dosud nevídaném rozsahu. O dva dny později vybombardovanou Guernicu dobyli frankisté.
Na tuto událost reaguje Picassův slavný obraz Guernica.